# 黃帝祠

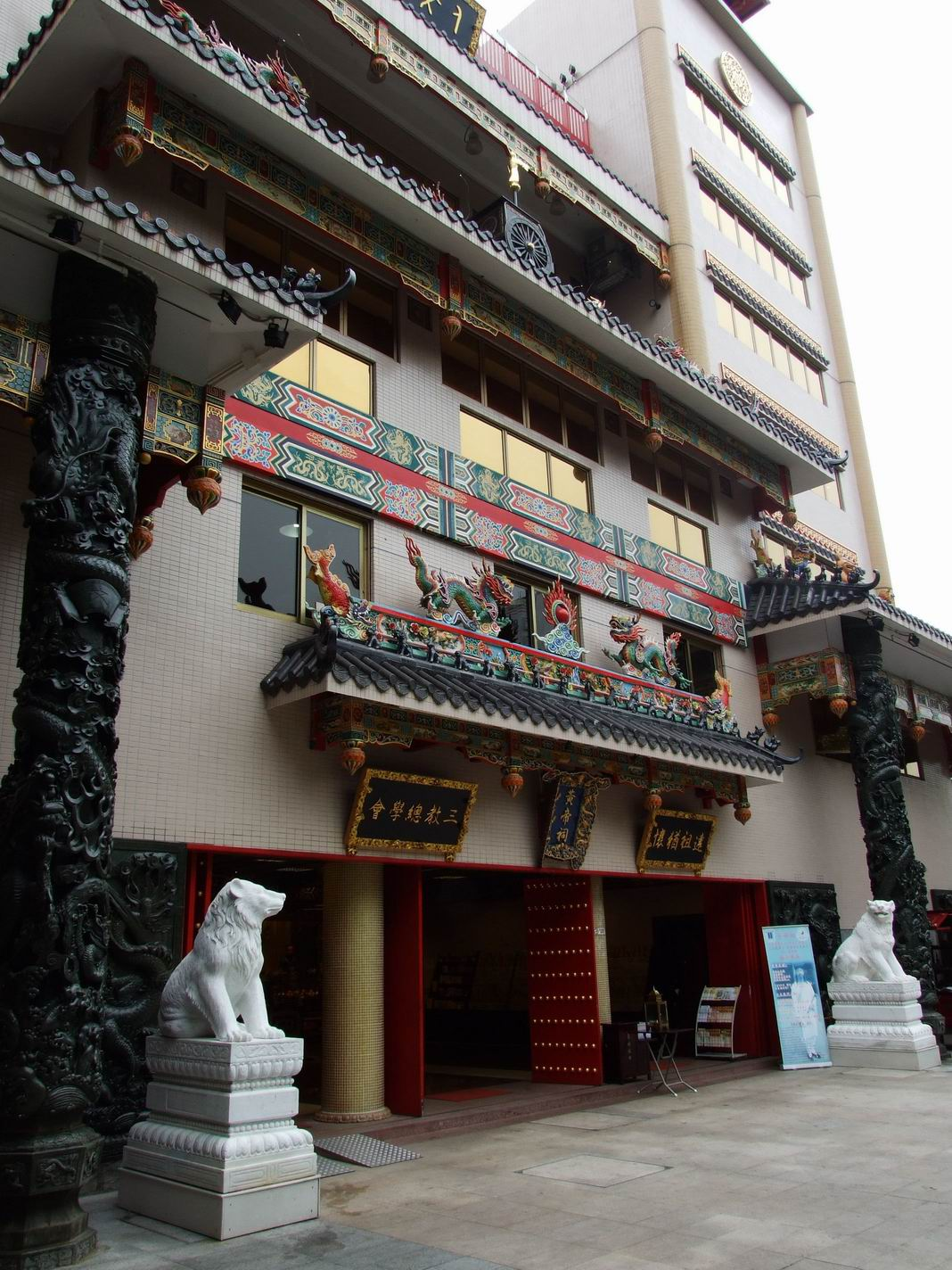
黃帝祠

黃帝祠位於香港新界粉嶺安樂村（沙頭角公路龍躍頭段18號），面向聯和墟。

## 歷史
黃帝祠前身為「軒轅祖祠」，建於1925年，曾為新界北區粉嶺各姓鄉民祭祀與議事之公祠，亦為新農學校（小學）。該祠由新界龍躍頭鄧氏族人集資於2000年拆卸重建，於2001年中奠基，2005年中完成重建，並正名為「黃帝祠」，是華南首間具規模的軒轅黃帝紀念建築。

## 結構
黃帝祠佔地一萬平方呎，樓高七層。祠內神像莊嚴，栩栩如生，承傳統宗教文化，集儒、釋、道三教為一體，有供奉黃帝的「軒轅殿」、炎帝的「神農殿」、孔子的「大成殿」，還有供奉佛教的「三寶佛」、「四大菩薩」及道教的「三清殿」、「三師殿」。設有「骨灰龕位」及「祖先靈牌位」給善信拜祭。

## 交通
可乘坐火車到粉嶺火車站後,轉乘小巴到聯和墟或步行5分鐘。

## 外部連結
- 黃帝祠 （页面存档备份，存于）
- 黃帝祠 （页面存档备份，存于）
- 太陽報資料連結[永久]
- 粉嶺黃帝祠的相片及所奉神靈資料[永久]